# Eudesme virescens
Espèce
Synonymes
- Aegira virescens (Carmichael ex Harvey) Setchell & N.L.Gardner, 1924[2]
- Aegira zosterae (Mohr) Fries, 1835[2]
- Castagnea virescens f. aestivales-autumnales Areschoug, 1875[2]
- Castagnea virescens f. vernales Areschoug, 1875[2]
- Castagnea virescens (Carmichael ex Harvey) Thuret, 1863[2]
- Castagnea zosterae (Mohr) Thuret, 1863[2]
- Helminthocladia virescens (Carmichael) Harvey, 1841[2]
- Linckia zosterae (Mohr) Lyngbye, 1819[2]
- Mesogloia virescens Carmichael ex Berkeley, 1833[2]
- Mesogloia zosterae (Mohr) Areschoug, 1842[2]
- Rivularia zosterae Mohr, 1810[2]

Eudesme virescens  est une espèce d’algues brunes de la famille des Chordariaceae.

## Liste des formes
Selon World Register of Marine Species (5 février 2019) :
- forme Eudesme virescens f. baltica Skottsberg, 1911